# Церковь Вознесения Девы Марии (Константиново)
Церковь Вознесения Пресвятой Девы Марии (бел. Касцёл Унебаўзяцця Найсвяцейшай Дзевы Марыі) — католический храм в деревне Константиново, Минская область, Белоруссия. Относится к Мядельскому деканату Минско-Могилёвского архидиоцеза. Памятник архитектуры в стиле позднего классицизма. Построен в 1820—1896 годах. Храм включён в Государственный список историко-культурных ценностей Республики Беларусь (код 613Г000654).

## Речь Посполитая

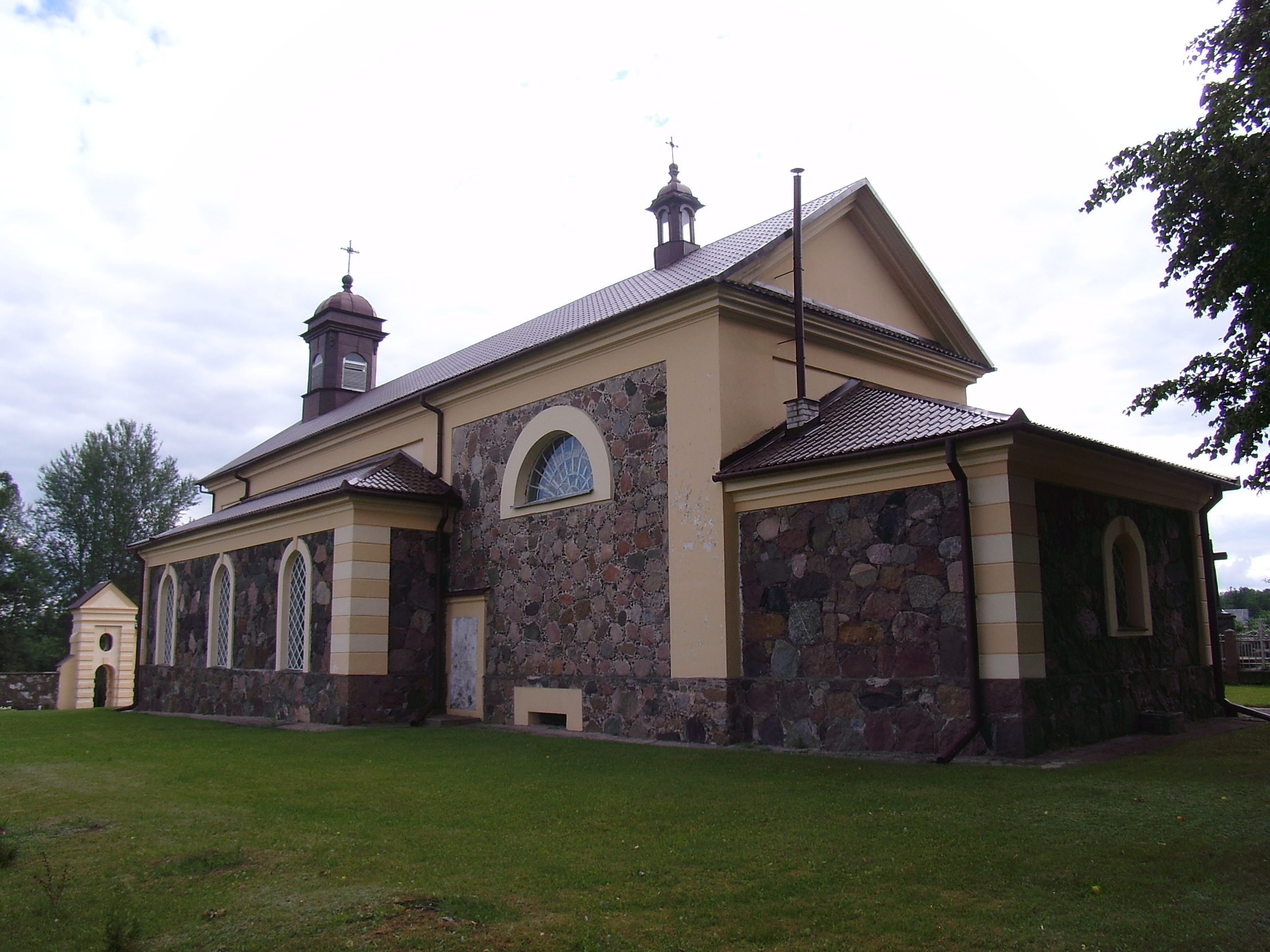
Вид церкви со стороны алтарной части

В 1769 году полковник Константин Ян Хоминский, владевший фольварком в Комарово и землями в Слабодке (позднее Константиново), построил в имении католическую часовню. 
В 1785 году Слободка получила привилей короля Станислава Августа Понятовского. В том же году Константин Хоминский и его жена Анна, дочь ошмянского полковника Могля, выделили средства для строительства нового храма.
В 1792 году в Константиново был построен деревянный католический храм, освящённый во имя Вознесения Девы Марии. В костеле было три алтаря, амвон. В большом центральном алтаре в серебряном окладе была икона "Матери Божьей с младенцем Иисусом". В боковых алтарях были иконы Иисуса и святой Анны — покровительницы жены Константина Хоминского.
Чета Хоминских закупила для костела литургический инвентарь.  Пожертвовали вечным правом 1200 злотых ежегодно из доходов фольварка в Комарово для заработной платы ксендзу. Основатели костела выделили одну волоку земли (21,36 га) для костела, 19 бочек ежегодно различного зерна, необходимое количество сена, соломы, дров. За богатое пожертвование ксендз обязался  содержать дополнительно двух ксендзов, вести метрические записи, организовать богадельню и начальную школу.
2 февраля 1793 года был создан католический приход, к которому присоединили верующих из ближайших к Слободке деревень Свирского и Кобыльникского приходов. После смерти Константина Хоминского, прихожане назвали приход в честь основателя костела - Константиновским.
Первым настоятелем нового прихода диоцезиальные власти назначили ксендза Игнатия Бронича. Первое богослужение Игнатий Бронич проводил совместно с ксендзом Стефаном Юзаковичем. Деревню Слободку переименовали по названию прихода в местечко Константиново (местные произносят Канстантынова).

## Российская империя
В 1795 году в результате третьего раздела Речи Посполитой Константиново вошло в состав Российской империи. 
Ксёндз  Стефан Юзекович (1798 - 1825) за средства фундаторов построил рядом с костелом просторное здание из глины на высоком фундаменте для плебании и деревянный дом для ксендзов и прислуги.
В 1810 году ксендз Стефан Юзекович произвел капитальный ремонт часовни на местном кладбище. 
В 1812 году в ходе войны с Наполеоном деревня и костёл сгорели. Католические богослужения были перенесены в часовню при кладбище, которая просуществовала 111 лет и рухнула от ветхости в 1890 году. 
В 1823 году колатор имения Комарово Владислав-Франтишек Пашкевич-Талаконьский начал строительство каменного здания Вознесенского костёла. 
В 1825 году ксендзом в Константиновском приходе стал Игнатий Верейко.
В 1825 году умерла жена Франца Пашкевича, а в 1828 году скоропостижно скончался колатор костёла. Смерть Франца Пашкевича оставила строение незаконченным. Однако незавершённая постройка была освящена и функционировала как действующая церковь.
После подавления польского восстания 1830 года, костел в Константиново был отнесен к 5-й категории. Основное имущество было обращено в доход казны. Для нужд костёла был оставлен земельный участок из 4 десятин и фольварок Старачанка (37 десятин), бывшая свирская алтария в 5 километрах от костела.
В 1854 году была построена деревянная плебания на каменном фундаменте размером 29 х 14 саженей. В плебании было 10 комнат, в том числе две прихожих и три кладовки. В здании было 18 дверей и 6 окон, погреб из бутового камня на два отсека. В 1893 году плебания была обшита досками и построено крыльцо.

#### Братство трезвости (1859)
15 марта 1859 года ксендз Рудольф Рыхлевич основал при костеле "Братство трезвости". В братство вступали целыми деревнями. Крестьяне отказывались употреблять спиртное, принимали письменные обязательства, под которыми ставили свои подписи. В 1859 году свои подписи поставили 532 прихожан Константиновского костела. В 1862 году - еще 157 человек. Приход в это время насчитывал 505 хозяйств и 1965 душ мужского пола. За нарушение взятых обязательств платили братству до 5 рублей штрафа. Доходило дело и до телесных наказаний (25 ударов розгами) либо водили пьяного по деревней с надписью "Пьяница". Примечательно, что в книге константиновского костала "Братство трезвости" первыми в списке были два брата Александр и Фаддей (Тадеуш) Хоминские, которые владели трактирами и имели от них прибыль. Антиалкогольная компания ксендза Рудольфа Рухлевича не прошла даром. В 1928 году в отчете епископу ксендз Ян Яскевич указывал: "В приходе пьяниц мало". Сохранились в архиве и документы за 1933 год, когда в братство трезвости вступило 25 человек.
Во время восстания 1863 года администратором прихода в Константиново был назначен ксендз Болеслав Остецкий. Про завершение строительства не могло быть и речи. Реакция царских властей приняла форму гонений на католическую веру. В соседних приходах в Желядзи и Засвири костелы передали православной церкви. Верующие Константиновского костела вынуждены были молится на протяжении 80-лет в пресбитерии, который вмещал только 50 человек.

#### Святые мощи (1878)
15 марта 1878 года папа римский Лев XII,   для поддержания духа католиков, прислал грамоту в Константиновский приход. В этом же году костелу была преподнесена в качестве подарка ракка (пацифик) в виде дароносицы, частично покрытая золотом и серебром, с мощами святого Станислава Костки и блаженного Андрея Боболи, небольшой крестик с мощами святого Флориана и подтверждающие документы о подлинности мощей.
11 января 1891 года, на основе распоряжения Его Преосвященства, священником в Константинове был назначен ксендз Дерковщинского филиального костела Абдон Людвигович Анджейкович. Он был выпускник Виленской римско-католической духовной семинарии. В 1873 году Абдон Андржейкович (30 лет) - викарный ксендз костела Святого Фаддея в  местечке Лучай. В 1879 году ксендз Абдон Анджейкович был администратором Лучайского костела, имел золотой наперсный крест.
В 1895 году император простил "за польское восстание". Начались послабления в отношении католической веры. Ксендз Абдон Анджейкович начал предпринимать меры, чтобы преодолеть бюрократические препоны и достроить Константиновский костел. Делегация Кобыльникского и Константиновского приходов поехала в Санкт-Петербург и смогла попасть на прием к императору. Позднее председатель котельного комитета Желубовский вспоминал, что император Николай II принял просителей довольно приветливо. Обратил внимание на штаны Желубовского, изготовленные из самодельного серого сукна, потрогал их и произнес: "Хороший материал, умеете делать. Хорошо бы такой иметь нашим солдатам на шинели".
Визит к императору дал импульс в деле строительства костела. 25 февраля 1896 года Виленский генерал-губернатор разрешил провести перестройку и реконструкцию Константиновского костела, увеличить здание и пристроить ризницу. 29 февраля 1896 года Виленская духовная консистория издала указ № 967, который разрешал перестройку костела "в границах имеющегося фундамента вместимостью до 300 человек".
Храм был построен в рекордные 8 месяцев. Необходимые для строительства средства выделили владельцы Комарова граф Виктор Андрей Марьян Старжинский с женой Марией Жозефиной Эвелиной Сусанной Филаминой из Бениславских и владельца Ольшева вдова Станислава Хоминского генеральша Эвелина-Анна-Мария со Щитов и пан Александр Хоминский.
В ноябре 1896 года строительство храма было завершено. Строение приобрело черты неоклассицизма. Помимо этого костёльная территория была обнесена оградой из бутового камня со внушительных размеров брамой (воротами). В том же году была построена небольшая каменная часовня на кладбище, вместо обвалившейся старой часовни.
23 апреля 1897 года с разрешения Епархиального управления костел был освящен ксендзом Абдоном Анджейковичем. Музыкальное сопровождение мессы на 4-х регистровом органе фабрики Остременцкого исполнял органист Константин Филиппович Залевский из Гродно, звонарем был Матвей Матвеевич Лопошинский из Кутек.
Для костела были приобретены икона Матери Божьей из металла мастера В. Малаховского (1896), икона Святого Роха на полотне в золоченой раме (1896), балдахин камчатый красный с белой подкладкой и бронзовой позолоченной короной в навершии. Болеслав Адольфович Ольшевский пожертвовал костелу два небольших креста с распятьем фабрики Неверовского. В храме были вывешены и две древние иконы с изображением Матери Божьей в позолоченных рамах. 
Специальным распоряжением епископа ксендз А. Анджейкович был назначен законоучителем Константиновского народного училища. После смерти ксендза А. Анджейковича, благодарные прихожане похоронили возле костела и установили памятник. 

## Первая мировая война
1 августа 1914 года Германия объявила войну России. В Константинове и прилегающих деревнях стали проводить собрания, на которых призывали идти воевать "за веру, царя и отечество". Начался сбор средств для военных нужд. Свенцянский комитет Красного Креста назначил настоятеля Константиновского костела сборщиком средств на нужды больных и раненых солдат русской армии. 
В результате Свенцянского прорыва, местечко Константиново было захвачено кайзеровскими войсками. Позднее фронт стабилизировался по линии озер Мядельское-Нарочь-Вишневское. Местечко Константиново входило в прифронтовую зону немецкой армии. Через Ольшево и Константиново проходила военная узкоколейная железная дорога. Ксендз проводил службы для немецких солдат католической веры и местных крестьян. Немецкие военные власти обязали ксендза из Константиново обслуживать военные госпитали в Старой Деревне и фольварке Ганутка. Возле самого костела были возведены бараки немецкого госпиталя. Возле ограды хоронили солдат из госпиталя.

## Польская Республика
В 1920—1922 годах местечко Константиново входило в состав Срединной Литвы, а затем в состав Виленского воеводства межвоенной Польши. Конституции Польши 1921 и 1925 года признавали равенство всех религий и право на свободное исполнение культов. При костеле были две сестры миссионерки Святого Семейства, которые проводили уроки религии в школе, работали воспитательницами в летних лагерях. 
В 1928 году ксендзом Константиновского прихода был Ян Яскевич, который родился 12 июня 1891 года в д. Зашково Нурского прихода Островского повета Ломжинского воеводства. Работал арципантом, в июне 1927 года — священником в Иказни. В 1928 году приход насчитывал 3100 человек, которым за год было выдано 3525 комуний. За 1928 год без святого причастия умерла внезапно женщина, один брак был освящён в кальвинистском зборе и двое православных перешли в католическую веру. В приходе насчитывалось 5 общеобразовательных школ: Константиновская — 64 ученика, Ольшевская — 75, Кутьковская — 66, Лукашевицкая — 47, Нарейшевская — 30. Набожность в приходе достаточная, а в быту поведение менее похвальное: не хватает уважения к родителям, встречаются случаи краж леса, пьяниц мало. Для улучшения моральной ситуации ксендз считал необходимым повысить просвещение и усилить религиозное воспитание.
При костеле действовало религиозное общество "Святого Младенца Иисуса", кружок "Живые чётки" (25 человек). Костел выписывал 12 экземпляров журнала "Przewodnik katolicki" для чтения прихожанами. При костеле имелся земельный участок 41 га, который был передан в аренду Неверовскому и Шипу "по полам". За 8 месяцев была получена прибыль 960 злотых, построен приходской дом.
18 июня 1929 года с визитом в Константиновский приход прибыл виленский архиепископ Ромуальд Яблжиковский. В этот день было катехизовано 1332 прихожан и миропомазано 1190 человек. 
28 марта 1930 года ксендз Александр Лошакевич в отчете указывал, что в приходе насчитывалось 3111 верующих. Действовали Константиновская, Кутьковская, Ольшевская, Лукашевицкая и Боярская школы. 
В 1931 году имели место 2 случая кальвинистских брака. 3 пары стали жить без брака. Подчеркивалось, что набожность хорошая, поведение удовлетворительное. Однако встречались случаи игры в карты, неуважение частной собственности, был случай кражи чужих денег — долларов, выпивали многовато.
В 1935 году настоятель костела отчитывался, что в приходе охвачено школой 580 детей. В Константинове училось 140 школьников, Кутьках - 145, Ольшеве - 150, Лукашевичах - 100, Пурвинце - 45. В Пурвинце работу по катехизации проводила Уршуля Суканкувна.
При костеле жили 3 сестры "Закона Святого Семейства". Случаев работы социалистов не наблюдалось. Среди молодежи встречались случаи драк, было 12 скоропостижных смертей, 3 кальвинистские браки, выросло количество детей вне брака — 4 случая (в 1933 и 1934 гг. — по 1 случаю), миропомазалось 306 прихожан. Для улучшения моральной ситуации священник считал необходимым создать костельный хор с привлечением максимального количества молодежи, создать общество католической молодежи, на летний период открыть для детей в деревнях "охронки" (лагеря-профилактории правонарушений). В частных домах прихожан тех деревень, что далеко от костела, проводить литургии.
При Польше останки солдат Первой мировой войны, в том числе останки неизвестного польского солдата времен Советско-польской войны, были перенесены с территории костела на местное кладбище.

## БССР
В сентябре 1939 года деревня была присоединена к БССР силами Белорусского фронта РККА.
С 1 апреля 1940 года настоятелем католического прихода в д. Константиново Свирского сельсовета Вилейской  области был ксендз Люциан Хмелевец. Похоронен ксендз Хмелёвец, согласно своему завещанию, возле Константиновского костела рядом с могилой матери Валерии.
Католический храм Вознесения Девы Марии — один из немногих костёлов в данной местности, который не был закрыт в советское время и продолжал действовать непрерывно с момента постройки до наших дней.
В настоящее время в храме служат священники ордена кармелитов.

## Интерьер
Согласно завещанию Франца Пашкевича, его дети похоронили останки Софии Анны Пашкевич в пресбитерии храма. Мраморная табличка гласит: "Tu spoczywają zwloki Zofii z Zeromskich Paszkiewiczowej urodzonej w roku 1792 , 15 maja zeszłej z tego swiata 1825 - 25. X. Ninejszy pomnik wzniesiony w pamięc najlepszej matki preż przywiązanych dzieci" (Здесь захоронены останки Софии Пашкевич из Жеромских, которая родилась 5 мая  1792 года и умерла 25.Х.1825 г. Этот памя\тник установлен в память наилучшей матери  благодарными детьми).
В левой части возле алтаря установлена плита и в память самого основателя костёла Владислава Франца Пашкевича-Талаконьского.
В костеле есть три колокола. Самый маленький был отлит в 1803 году, надпись расшифровать не представляется возможным. Средней величины колокол был отлит в 1822 году, дар Павла Закревского. Самый большой колокол был отлит в 1811 году, дар Матвея Велигоризы. В 1893 году большой колокол был отлит заново, так как после пожара 1812 года издавал не совсем мелодичный звон.

## Архитектура
Храм Вознесения Девы Марии — прямоугольное в плане здание, накрыто двускатной крышей. С восточной стороны к основному зданию присоединена кубовидная апсида с низкими боковыми ризницами. Центр главного фасада выделен ризалитами с треугольным фронтоном в завершении, прямоугольным входным порталом с лучковым фронтоном и фигурной люкарной над ним. Над крышей со стороны главного фасада находится гранёная башня-колокольня с арочными проемами и шатровым завершением, над алтарном объёмом — фонарь. На фоне бутовой кладки боковых стен выделяются простые оштукатуренные плинтуса арочных окон и люкарны, рустованные угловые пилястры.

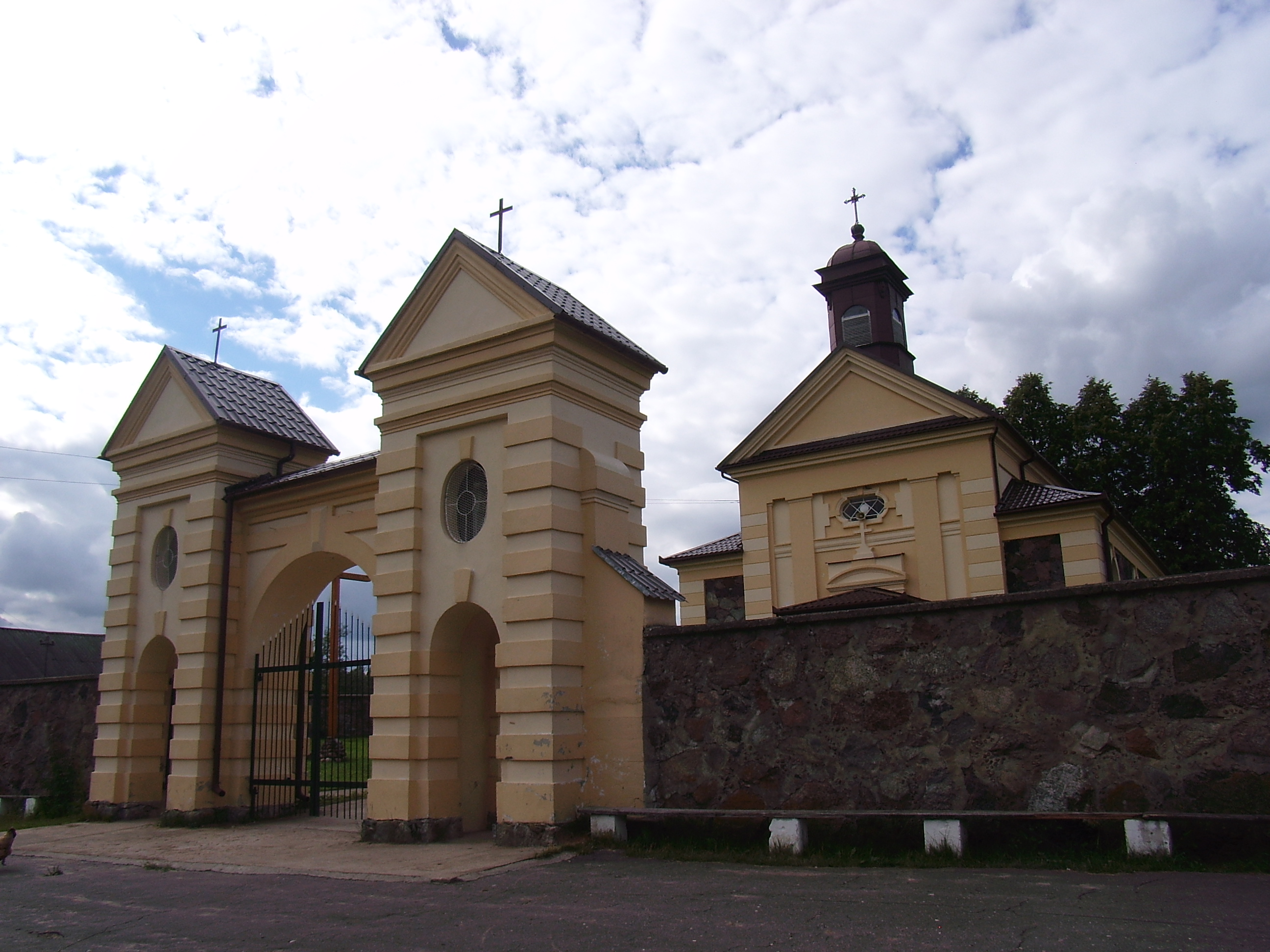
Брама (ворота) храма

Внутреннее пространство разделено аркадами на три нефа, которые перекрыты плоским потолком. В высокий центральный неф выступает на двух столпах галерея хоров с органом; прямоугольная алтарная часть отделена широким арочным порталом с двумя колоннами. В интерьере деревянный амвон.
Обнесена каменной оградой из бутового камня с арочными воротами. Рядом деревянное здание старой плебании (конец XIX — начало XX века) и новое каменное здание приходского центра (1997 год).

## Священники
- Апанович — 1782 — 1793
- Игнацы Бронич — 1793 — 1798
- Стефан Юзекович — 1798 — 1825
- Игнацы Верейко — 1825 — 1848
- Рудольф Рыхлевич — 1848 — 1863
- Баляслав Остецкий — 1863 — 1891
- Абдон Анджейкович — 1891 — 23.04 — 1904
- Витольд Заневский — 23.04.1904 — 15.09.1904
- Баляслав Мочульский — 15.09.1904 — 09.10.1906
- Иосиф Ильцевич — 09.10.1906 — 18.05.1907
- И.В. Сорос — 18.05.1907 — 1908...
- Ян Кривицкий — 1913, 1914...
- Станислав Бжозовский — 15.02.1927 ...
- Доминик Пешко — ...15.02.1927 ...
- Петр Жерновский — 1928
- Ян Яскевич — 1928, 1929
- Александр Лошакевич — 1930, 1935
- Люциан Хмелёвец — 01.04.1940 — 23.10.1963
- Станислав Выседловский — 23.10.1963 — 1965
- Антоний Шубзда — 1965 — 1972
- Станислав Кучинский — 1972 — 1990
- Павел Лелито — 1990